# Grecia en los Juegos Paralímpicos de París 2024
Grecia estuvo representada en los Juegos Paralímpicos de París 2024 por un total de 37 deportistas, 24 hombres y 13 mujeres.

## Medallistas
El equipo paralímpico griego obtuvo las siguientes medallas:
| Nombre                    | Deporte   | Evento                    |
| ------------------------- | --------- | ------------------------- |
| Oro                       |           |                           |
| Athanasios Ghavelas       | Atletismo | 100 m T11 masculino       |
| Athanasios Konstantinidis | Atletismo | Peso F32 masculino        |
| Alexandra Stamatopoulou   | Natación  | 50 m espalda S4 femenino  |
| Plata                     |           |                           |
| Lida-Maria Manthopoulou   | Atletismo | 100 m T38 femenino        |
| Athanasios Konstantinidis | Atletismo | Maza F32 masculino        |
| Antonios Tsapatakis       | Natación  | 100 m braza SB4 masculino |
| Bronce                    |           |                           |
| Manolis Stefanoudakis     | Atletismo | Jabalina F54 masculino    |
| Konstantinos Tzounis      | Atletismo | Disco F56 masculino       |
| Lazaros Stefanidis        | Atletismo | Peso F32 masculino        |
| Grigorios Polychronidis   | Bochas    | Individual BC3 masculino  |
| Theodora Paschalidou      | Judo      | –70 kg J1 femenino        |
| Christina Gkentzou        | Taekwondo | –65 kg femenino           |
| Eleni Papastamatopoulou   | Taekwondo | +65 kg femenino           |